# Hypogeomys
Hypogeomys là một chi động vật có vú trong họ Nesomyidae, bộ Gặm nhấm. Chi này được A. Grandidier miêu tả năm 1869. Loài điển hình của chi này là Hypogeomys antimena A. Grandidier, 1869.

## Các loài
Chi này gồm các loài:
- Hypogeomys antimena
- Hypogeomys australis